# Nashville, Chattanooga and St. Louis Railway

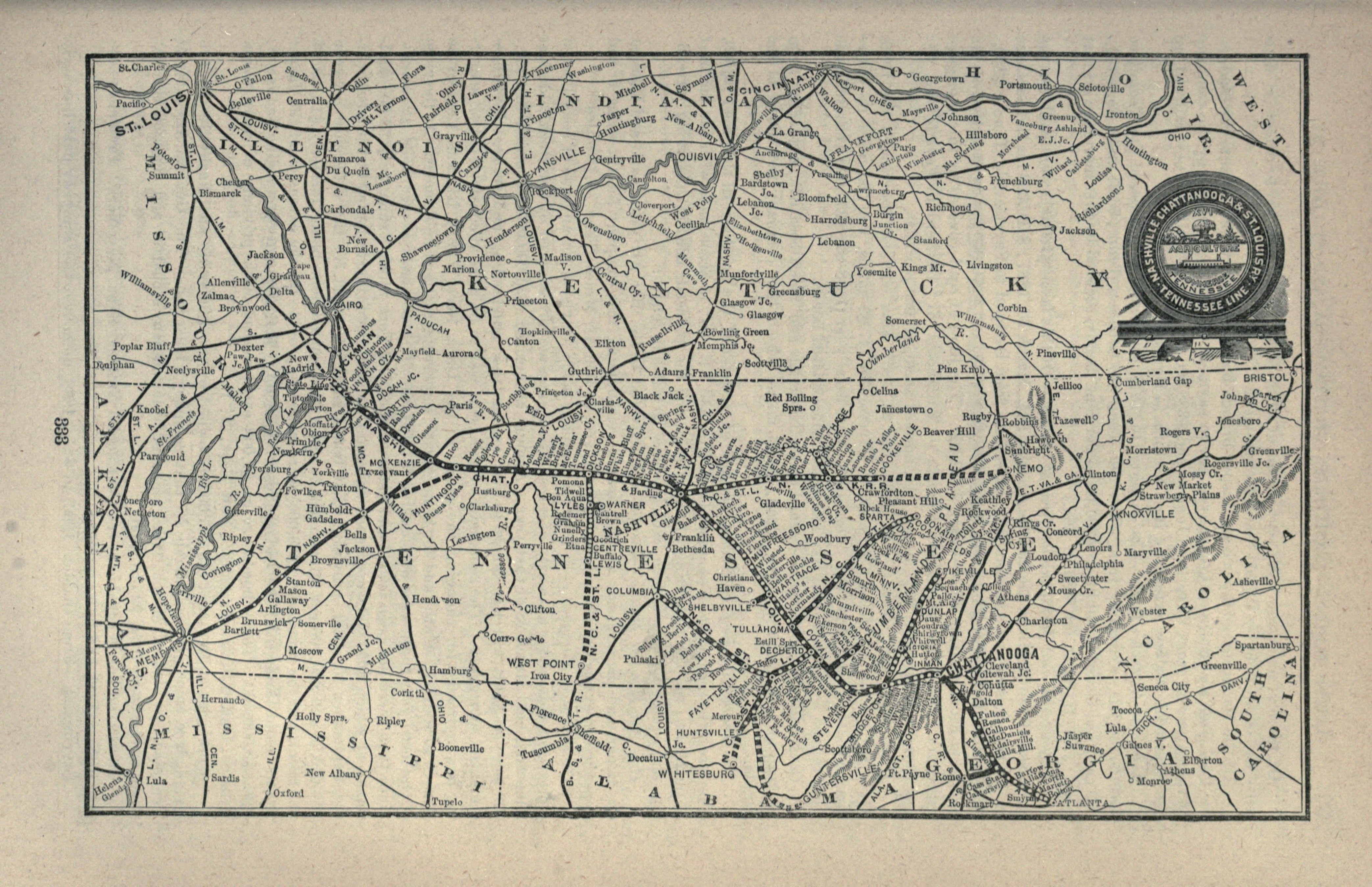
Síť NC&StL v roce 1891

Nashville, Chattanooga and St. Louis Railway byla železniční společnost, jejíž tratě se nacházely na území států Kentucky, Tennessee, Alabama a Georgie.

## Založení společnosti
Společnost byla založena 11. prosince 1845 jako Nashville and Chattanooga Railroad v Nashville (Tennessee) a stala se první železniční společností provozující dopravu v tomto státě. . Jejím zakladatelem byl Vernon King Stevenson, který stál v jejím čele následujících 25 let – zároveň byl prezidentem Southern Pacific Railroad a ovládal L&N.
První lokomotiva dorazila do Nashville v prosinci 1850 na parníku Beauty spolu s 13 nákladními a jedním osobním vozem. Na jaře příštího roku pak byla podniknuta první jízda do 11 mil vzdálené stanice Antioch. Trvalo 9 let, než železnice dosáhla 150 mil vzdálené Chattanoogy. Stavitelé museli překonat strmé svahy Highland Rim a Cumberland Plateau, 677 m dlouhý tunel poblíž Cowan byl považován za div stavitelského umění. Kvůli složitému terénu zabíhá trať v krátkých úsecích i na území sousedních států – Alabamy a Georgie. Podél trati vznikla některá nová města – Tullahoma, Estill Springs.

## Občanská válka
Během občanské války měla trať strategický význam pro vojska Unie i Konfederace. Při vojenských taženích v Tennessee v letech 1862 a 1863 vojska Unie tlačila vojsko Konfederace z Nashville do Chattanoogy podél železnice. Koleje a mosty byly za války opakovaně ničeny a opravovány, aby mohla železnice dále sloužit k zásobování vojsk. Poslední dohrou války bylo v roce 1885 vítězství ve sporu se Spojenými státy, kdy Nejvyšší soud osvobodil společnost od vrácení poštovních poplatků za zásilky nedoručené v roce 1861 v důsledku vypuknutí války.

## Poválečný vývoj
Po válce získala společnost Nashville and Northwestern Railroad a Hickman and Obion Railroad, takže její síť dosáhla až k řece Mississippi. V roce 1873 se společnost přeměnila na Nashville, Chattanooga and St. Louis Railway (NC&StL), ačkoli její koleje do té doby nikdy do St. Louis nedosáhly. Počátkem roku 1877 zakoupila od vlády zbankrotovanou Tennessee and Pacific Railroad a získala tak spojení s Lebanonem.
Z železnice spojující dvě města v Tennessee se tak do přelomu století postupně vyvinul jeden z nejvýznamnějších dopravních systémů na jihu Spojených států. .

## Ve vlastnictví L&N
Louisville and Nashville Railroad, agresivní konkurent NC&StL, získala v roce 1880 kontrolní podíl akcií NC&StL , což vyvolalo velkou nevraživost mezi městy Nashville a Louisville. To bylo i důvodem, že obě železnice byly provozovány samostatně, až do konečného sloučení v roce 1957. NC&StL pokračovala v rozšiřování své sítě připojováním vedlejších tratí v Kentucky a Alabamě a z Nashville se rozrostla až do Memphisu. V roce 1890 dosáhla do Atlanty pronájmem státem vlastněné Western and Atlantic Railroad.
L&N, sama kontrolovaná Atlantic Coast Line Railroad, což se stalo podobně, jako v případě získání kontroly L&N nad NC&StL, byla začleněna do Seaboard System Railroad a nakonec do CSX, která dále využívá původní trať NC&StL Nashville - Chattanooga - Atlanta.